# Kupa na Bălgarija 2010-2011
La Kupa na Bălgarija 2010-2011 è stata la 29ª edizione della manifestazione calcistica. È iniziata il 26 ottobre 2010 e si è conclusa il 25 maggio 2011.

## Quarti di finale
| Squadra 1              | Risultato       | Squadra 2         |
| ---------------------- | --------------- | ----------------- |
| CSKA Sofia             | 2 - 0           | Černo More Varna  |
| Lokomotiv Plovdiv      | 1 - 2           | Pirin Blagoevgrad |
| Liteks Loveč           | 1 - 1 (4-2 dcr) | Levski Sofia      |
| PSFK Černomorec Burgas | 4 - 4 (3-5 dcr) | Slavia Sofia      |

## Semifinali
| Squadra 1    | Risultato       | Squadra 2         |
| ------------ | --------------- | ----------------- |
| CSKA Sofia   | 2 - 1           | Liteks Loveč      |
| Slavia Sofia | 1 - 1 (7-6 dcr) | Pirin Blagoevgrad |

## Finale
| Squadra 1  | Risultato | Squadra 2    |
| ---------- | --------- | ------------ |
| CSKA Sofia | 1 - 0     | Slavia Sofia |